# Elecciones provinciales de Misiones de 2003
El resultado estableció que Carlos Rovira fuera reelegido Gobernador con 47.9% de los votos, frente al exgobernador y expresidente interino de la Nación, Ramón Puerta, quien contaba con el apoyo del expresidente Eduardo Duhalde.
En mayo de 2002 se sancionó la Ley Nº 3.847, que disminuyó el número de diputados de 40 a 35 en el 2003, previendo llegar a 30 en el 2005. Esta ley es derogada en el año 2004 por la Ley Nº 4.080, que restablece la composición de 40 miembros.

## Resultados

### Gobernador y vicegobernador
| Fórmula                  | Fórmula                     | Partido/Alianza       | Partido/Alianza                                            | Votos   | %     |
| Gobernador               | Vicegobernador              | Partido/Alianza       | Partido/Alianza                                            | Votos   | %     |
| ------------------------ | --------------------------- | --------------------- | ---------------------------------------------------------- | ------- | ----- |
| Carlos Rovira            | Pablo Tschirsch             |                       | Frente Renovador                                           | 216.006 | 47,94 |
| Ramón Puerta             | Julio Héctor Rodríguez      |                       | Frente Justicialista para el Cambio                        | 149.141 | 33,10 |
| Pablo Andersen           | Gloria Llamosas             |                       | Frente Social y Productivo                                 | 61.073  | 13,55 |
| Julio César Humada       | Elsa Fabiana Perié          |                       | Frente para la Victoria                                    | 13.714  | 3,04  |
| Jorge Galeano            | Hugo Sand                   |                       | Frente Popular (Movimiento de Acción Popular - Socialista) | 7.737   | 1,72  |
| Carlos Alberto Esperanza | Angélica Encarnación Blanco |                       | Afirmación para una República Igualitaria                  | 1.982   | 0,44  |
| Restituto Silva          | Aldo Augusto Cerruti        |                       | Partido Comunista                                          | 908     | 0,20  |
| Votos positivos          | Votos positivos             | Votos positivos       | Votos positivos                                            | 450.561 | 96,80 |
| Votos en blanco          | Votos en blanco             | Votos en blanco       | Votos en blanco                                            | 10.990  | 2,36  |
| Votos nulos              | Votos nulos                 | Votos nulos           | Votos nulos                                                | 3.908   | 0,84  |
| Participación            | Participación               | Participación         | Participación                                              | 465.459 | 77,03 |
| Electores registrados    | Electores registrados       | Electores registrados | Electores registrados                                      | 604.291 | 100   |
| Fuente:                  |                             |                       |                                                            |         |       |

### Cámara de Representantes
| ← 2001 · Cámara de Representantes · 2005 → | ← 2001 · Cámara de Representantes · 2005 →                 | ← 2001 · Cámara de Representantes · 2005 → | ← 2001 · Cámara de Representantes · 2005 → | ← 2001 · Cámara de Representantes · 2005 → | ← 2001 · Cámara de Representantes · 2005 → |
| Partido                                    | Partido                                                    | Votos                                      | %                                          | Bancas                                     | Electos |
| ------------------------------------------ | ---------------------------------------------------------- | ------------------------------------------ | ------------------------------------------ | ------------------------------------------ | --- |
|                                            | Frente Renovador                                           | 209.948                                    | 47,20                                      | 9/15                                       | Ver electos: - Sandra Daniela Giménez - Julio César Duarte - José Rodolfo Meier - Marlene Soledad Carvallo - Raymundo Javier Pelinski - Horacio Humberto Blodek - Pablo Hulet Riquelme - Celia Margarita Ramona Giuliani - Marcos Aurelio Rodríguez |
|                                            | Frente Justicialista para el Cambio                        | 148.040                                    | 33,29                                      | 4/15                                       | Ver electos: - Timoteo Llera - Luis Alberto Viana - Blanca Estela Acosta - Raúl Armando Ripoll |
|                                            | Frente Social y Productivo                                 | 61.866                                     | 13,91                                      | 2/15                                       | - Edmundo Ramón Soria Vieta - Norberto Federico Hein |
|                                            | Frente para la Victoria                                    | 13.678                                     | 3,08                                       |                                            | |
|                                            | Frente Popular (Movimiento de Acción Popular - Socialista) | 7.975                                      | 1,79                                       |                                            | |
|                                            | Afirmación para una República Igualitaria                  | 2.345                                      | 0,53                                       |                                            | |
|                                            | Partido Comunista                                          | 910                                        | 0,20                                       |                                            | |
| Votos positivos                            | Votos positivos                                            | 444.762                                    | 95,55                                      |                                            | |
| Votos en blanco                            | Votos en blanco                                            | 16.662                                     | 3,58                                       |                                            | |
| Votos nulos                                | Votos nulos                                                | 4.035                                      | 0,87                                       |                                            | |
| Participación                              | Participación                                              | 465.459                                    | 77,03                                      |                                            | |
| Electores registrados                      | Electores registrados                                      | 604.291                                    | 100                                        |                                            | |
| Fuente:                                    |                                                            |                                            |                                            |                                            | |